# Lista de campeões hardcore da WWE

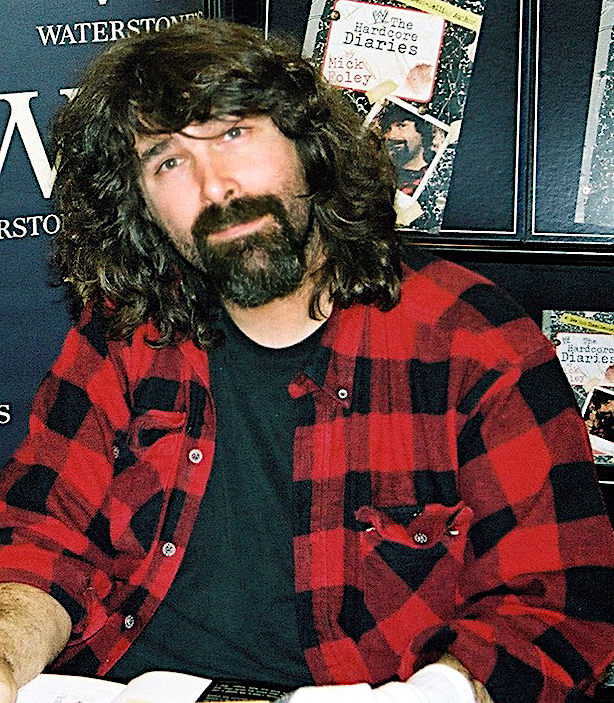
Mick Foley, que lutou como "Mankind" em 1998, o primeiro Campeão Hardcore.

O WWE Hardcore Championship foi um título de wrestling profissional disputado na World Wrestling Entertainment (WWE), conhecida também como World Wrestling Federation (WWF) antes de maio de 2002. O título era disputado em lutas com variações hardcore, apenas em lutas individuais, mas sem diferença de gênero, podendo também ser disputado por mulheres. No Raw is War em 2 de novembro de 1998, Vince McMahon presenteou Mankind com o título. Em 2000, a WWF colocou em prática a regra "24/7", que permitia que desafiassem pelo título em qualquer lugar e a qualquer hora, contanto que um árbitro estivesse presente. No Raw de 26 de agosto de 2002, o Campeão Intercontinental Rob Van Dam derrotou o Campeão Hardcore Tommy Dreamer em uma ladder match para unificar os títulos; o Hardcore foi aposentado logo depois.
No total, existiram 229 reinados e 52 campeões. Raven teve o maior número de reinados, com 26; Crash Holly e Stevie Richards tiveram 22 cada. O quarto reinado de The Big Boss Man foi o mais longo, com 97 dias. O primeiro reinado de Al Snow é o segundo mais longo, com 91 dias. Boss Man e Steve Blackman empataram no maior número de dias com o título, com 154.

## História

### Nomes
| Nome                      | Anos                                      |
| ------------------------- | ----------------------------------------- |
| WWF Hardcore Championship | 2 de novembro de 1998 – 5 de maio de 2002 |
| WWE Hardcore Championship | 6 de maio de 2002 – 26 de agosto de 2002  |

### Reinados
| #   | Lutador              | Reinado | Data                    | Dias com o título | Local                             | Evento                                      | Notas |
| --- | -------------------- | ------- | ----------------------- | ----------------- | --------------------------------- | ------------------------------------------- | --- |
| 1   | Mankind              | 1       | 2 de novembro de 1998   | 28                | Houston, Texas                    | Raw is War                                  | O presidente da WWF Vince McMahon deu o recém-criado "WWF Hardcore Championship" para Mankind.                                                                                    |
| 2   | The Big Boss Man     | 1       | 30 de novembro de 1998  | 15                | Baltimore, Maryland               | Raw is War                                  | Foi uma ladder match. |
| 3   | Road Dogg            | 1       | 15 de dezembro de 1998  | 55 ! [ N 1 ]      | Spokane, Washington               | Raw is War                                  | |
| —   | Vago                 | —       | Fevereiro de 1999       | —                 | N/A                               | N/A                                         | Road Dogg deixou o título vago devido a uma lesão (na história). |
| 4   | Bob Holly            | 1       | 14 de fevereiro de 1999 | 29                | Memphis, Tennessee                | St. Valentine's Day Massacre: In Your House | Derrotou Al Snow para ganhar o título vago. |
| 5   | Billy Gunn           | 1       | 15 de março de 1999     | 13                | São José, Califórnia              | Raw is War                                  | |
| 6   | Hardcore Holly       | 2       | 28 de março de 1999     | 28                | Filadélfia, Pensilvânia           | WrestleMania XV                             | Foi uma luta Triple Threat também envolvendo Al Snow. |
| 7   | Al Snow              | 1       | 25 de abril de 1999     | 91                | Providence, Rhode Island          | Backlash: In Your House                     | Durante esse tempo, Al Snow afirmava que Head e Pierre, uma cabeça de manequim e uma cabeça de alce, eram os campeões, já que eles tecnicamente faziam os pinfalls em suas lutas. |
| 8   | The Big Boss Man     | 2       | 25 de julho de 1999     | 28                | Buffalo, New York                 | Fully Loaded (1999)                         | |
| 9   | Al Snow              | 2       | 22 de agosto de 1999    | 2                 | Minneapolis, Minnesota            | SummerSlam (1999)                           | |
| 10  | The Big Boss Man     | 3       | 24 de agosto de 1999    | 14                | Kansas City, Missouri             | SmackDown!                                  | Exibido em 26 de agosto de 1999. |
| 11  | The British Bulldog  | 1       | 7 de setembro de 1999   | 0                 | Albany, New York                  | SmackDown!                                  | Exibido em 9 de setembro de 1999. |
| 12  | Al Snow              | 3       | 7 de setembro de 1999   | 35                | Albany, New York                  | SmackDown!                                  | The British Bulldog deu o título a Al Snow. Exibido em 9 de setembro de 1999. |
| 13  | The Big Boss Man     | 4       | 12 de outubro de 1999   | 97                | Birmingham, Alabama               | SmackDown!                                  | Foi uma luta Triple Threat também envolvendo The Big Show. Exibido em 14 de outubro de 1999.                                                                                      |
| 14  | Test                 | 1       | 17 de janeiro de 2000   | 36                | New Haven, Connecticut            | Raw is War                                  | |
| 15  | Crash Holly          | 1       | 22 de fevereiro de 2000 | 20                | Nashville, Tennessee              | SmackDown!                                  | A regra 24/7 foi aplicada ao título; poderia ser defendida em qualquer lugar e a qualquer hora contanto que um árbitro estivesse presente. Exibido em 24 de fevereiro de 2000.    |
| 16  | Pete Gas             | 1       | 13 de março de 2000     | 0                 | Newark (Nova Jérsia), Nova Jérsei | Raw is War                                  | Ganhou em uma luta no Aeroporto Internacional de Newark. |
| 17  | Crash Holly          | 2       | 13 de março de 2000     | 20                | Newark (Nova Jérsia), Nova Jérsei | Raw is War                                  | Ganhou em uma luta no Aeroporto Internacional de Newark. |
| 18  | Tazz                 | 1       | 2 de abril de 2000      | 0                 | Anaheim, California               | WrestleMania 2000                           | Ganhou durante uma Battle Royal Hardcore de 13 lutadores. |
| 19  | Viscera              | 1       | 2 de abril de 2000      | 0                 | Anaheim, California               | WrestleMania 2000                           | Ganhou durante uma Battle Royal Hardcore de 13 lutadores. |
| 20  | Funaki               | 1       | 2 de abril de 2000      | 0                 | Anaheim, California               | WrestleMania 2000                           | Ganhou durante uma Battle Royal Hardcore de 13 lutadores. |
| 21  | Rodney               | 1       | 2 de abril de 2000      | 0                 | Anaheim, California               | WrestleMania 2000                           | Ganhou durante uma Battle Royal Hardcore de 13 lutadores. |
| 22  | Joey Abs             | 1       | 2 de abril de 2000      | 0                 | Anaheim, California               | WrestleMania 2000                           | Ganhou durante uma Battle Royal Hardcore de 13 lutadores. |
| 23  | Thrasher             | 1       | 2 de abril de 2000      | 0                 | Anaheim, California               | WrestleMania 2000                           | Ganhou durante uma Battle Royal Hardcore de 13 lutadores. |
| 24  | Pete Gas             | 2       | 2 de abril de 2000      | 0                 | Anaheim, California               | WrestleMania 2000                           | Ganhou durante uma Battle Royal Hardcore de 13 lutadores. |
| 25  | Tazz                 | 2       | 2 de abril de 2000      | 0                 | Anaheim, California               | WrestleMania 2000                           | Ganhou durante uma Battle Royal Hardcore de 13 lutadores. |
| 26  | Crash Holly          | 3       | 2 de abril de 2000      | 0                 | Anaheim, California               | WrestleMania 2000                           | Ganhou durante uma Battle Royal Hardcore de 13 lutadores. |
| 27  | Hardcore Holly       | 3       | 2 de abril de 2000      | 1                 | Anaheim, California               | WrestleMania 2000                           | Ganhou durante uma Battle Royal Hardcore de 13 lutadores. |
| 28  | Crash Holly          | 4       | 3 de abril de 2000      | 8                 | Los Angeles, California           | Raw is War                                  | |
| 29  | Perry Saturn         | 1       | 11 de abril de 2000     | 0                 | Tampa, Flórida                    | SmackDown!                                  | Exibido em 13 de abril de 2000. |
| 30  | Tazz                 | 3       | 11 de abril de 2000     | 0                 | Tampa, Flórida                    | SmackDown!                                  | Exibido em 13 de abril de 2000. |
| 31  | Crash Holly          | 5       | 11 de abril de 2000     | 13                | Tampa, Flórida                    | SmackDown!                                  | Exibido em 13 de abril de 2000. |
| 32  | Matt Hardy           | 1       | 24 de abril de 2000     | 1                 | Raleigh, Carolina do Norte        | Raw is War                                  | |
| 33  | Crash Holly          | 6       | 25 de abril de 2000     | 11                | Charlotte, Carolina do Norte      | SmackDown!                                  | Derrotou Matt Hardy durante uma defesa de título contra Jeff Hardy. Exibido em 27 de abril de 2000.                                                                               |
| 34  | The British Bulldog  | 2       | 6 de maio de 2000       | 3                 | Londres, Inglaterra               | Insurrextion (2000)                         | |
| 35  | Crash Holly          | 7       | 9 de maio de 2000       | 6                 | New Haven, Connecticut            | SmackDown!                                  | Derrotou The British Bulldog durante uma defesa de título contra Hardcore Holly. Exibido em 11 de maio de 2000.                                                                   |
| 36  | Godfather's Ho       | 1       | 15 de maio de 2000      | 0                 | Cleveland, Ohio                   | Raw is War                                  | Derrotou Crash Holly durante uma defesa de título contra The Godfather. |
| 37  | Crash Holly          | 8       | 15 de maio de 2000      | 1                 | Cleveland, Ohio                   | Raw is War                                  | Derrotou Bobcat na mesma luta. |
| 38  | Gerald Brisco        | 1       | 16 de maio de 2000      | 27                | Detroit, Michigan                 | SmackDown!                                  | Derrotou Crash Holly enquanto este dormia nos bastidores. Exibido em 18 de maio de 2000.                                                                                          |
| 39  | Crash Holly          | 9       | 12 de junho de 2000     | 7                 | St. Louis, Missouri               | Raw is War                                  | |
| 40  | Gerald Brisco        | 2       | 19 de junho de 2000     | 0                 | Nashville, Tennessee              | Raw is War                                  | Derrotou Crash Holly durante uma defesa de título contra Hardcore Holly. |
| 41  | Pat Patterson        | 1       | 19 de junho de 2000     | 6                 | Nashville, Tennessee              | Raw is War                                  | Derrotou Gerald Brisco nos bastidores. |
| 42  | Crash Holly          | 10      | 25 de junho de 2000     | 2                 | Boston, Massachusetts             | King of the Ring (2000)                     | Derrotou Pat Patterson durante uma defesa de título contra Gerald Brisco em uma luta Hardcore Evening Gown.                                                                       |
| 43  | Steve Blackman       | 1       | 27 de junho de 2000     | 5                 | Hartford, Connecticut             | SmackDown!                                  | Derrotou Crash Holly durante uma defesa de título contra Al Snow. Exibido em 29 de junho de 2000.                                                                                 |
| 44  | Crash Holly          | 11      | 2 de julho de 2000      | 0                 | Tampa, Flórida                    | Evento ao vivo                              | |
| 45  | Steve Blackman       | 2       | 2 de julho de 2000      | 50                | Tampa, Flórida                    | Evento ao vivo                              | |
| 46  | Shane McMahon        | 1       | 21 de agosto de 2000    | 6                 | Lafayette, Louisiana              | Raw is War                                  | Derrotou Blackman durante uma defesa de título contra Test. Mick Foley suspendeu a regra 24/7 de 24 a 27 de agosto, durante o reinado de Shane.                                   |
| 47  | Steve Blackman       | 3       | 27 de agosto de 2000    | 28                | Raleigh, Carolina do Norte        | SummerSlam (2000)                           | |
| 48  | Crash Holly          | 12      | 24 de setembro de 2000  | 0                 | Filadélfia, Pensilvânia           | Unforgiven (2000)                           | Ganhou durante uma Hardcore Battle Royal de 6 lutadores. |
| 49  | Perry Saturn         | 2       | 24 de setembro de 2000  | 0                 | Filadélfia, Pensilvânia           | Unforgiven (2000)                           | Ganhou durante uma Hardcore Battle Royal de 6 lutadores. |
| 50  | Steve Blackman       | 4       | 24 de setembro de 2000  | 89                | Filadélfia, Pensilvânia           | Unforgiven (2000)                           | Ganhou durante uma Hardcore Battle Royal de 6 lutadores. |
| 51  | Raven                | 1       | 22 de dezembro de 2000  | 31                | Chattanooga, Tennessee            | Raw is War                                  | |
| 52  | Al Snow              | 4       | 22 de janeiro de 2001   | 0                 | Lafayette, Louisiana              | Raw is War                                  | [ 7 ] |
| 53  | Raven                | 2       | 22 de janeiro de 2001   | 12                | Lafayette, Louisiana              | Raw is War                                  | [ 7 ] |
| 54  | K-Kwik               | 1       | 3 de fevereiro de 2001  | 0                 | Greensboro, Carolina do Norte     | Evento ao vivo                              | |
| 55  | Crash Holly          | 13      | 3 de fevereiro de 2001  | 0                 | Greensboro, Carolina do Norte     | Evento ao vivo                              | |
| 56  | Raven                | 3       | 3 de fevereiro de 2001  | 1                 | Greensboro, Carolina do Norte     | Evento ao vivo                              | |
| 57  | K-Kwik               | 2       | 4 de fevereiro de 2001  | 0                 | Colúmbia, Carolina do Norte       | Evento ao vivo                              | |
| 58  | Crash Holly          | 14      | 4 de fevereiro de 2001  | 0                 | Colúmbia, Carolina do Norte       | Evento ao vivo                              | |
| 59  | Raven                | 4       | 4 de fevereiro de 2001  | 2                 | Colúmbia, Carolina do Norte       | Evento ao vivo                              | |
| 60  | Hardcore Holly       | 4       | 6 de fevereiro de 2001  | 0                 | North Charleston, Carolina do Sul | SmackDown!                                  | Exibido em 8 de fevereiro de 2001. |
| 61  | Raven                | 5       | 6 de fevereiro de 2001  | 4                 | North Charleston, Carolina do Sul | SmackDown!                                  | Exibido em 8 de fevereiro de 2001. |
| 62  | Hardcore Holly       | 5       | 10 de fevereiro de 2001 | 0                 | Saint Paul, Minnesota             | Evento ao vivo                              | |
| 63  | Raven                | 6       | 10 de fevereiro de 2001 | 1                 | Saint Paul, Minnesota             | Evento ao vivo                              | |
| 64  | Hardcore Holly       | 6       | 11 de fevereiro de 2001 | 0                 | Boston, Massachusetts             | Evento ao vivo                              | |
| 65  | Al Snow              | 5       | 11 de fevereiro de 2001 | 0                 | Boston, Massachusetts             | Evento ao vivo                              | |
| 66  | Raven                | 7       | 11 de fevereiro de 2001 | 6                 | Boston, Massachusetts             | Evento ao vivo                              | |
| 67  | Steve Blackman       | 5       | 17 de fevereiro de 2001 | 0                 | Cedar Falls, Iowa                 | Evento ao vivo                              | |
| 68  | Raven                | 8       | 17 de fevereiro de 2001 | 1                 | Cedar Falls, Iowa                 | Evento ao vivo                              | |
| 69  | Steve Blackman       | 6       | 18 de fevereiro de 2001 | 0                 | Cape Girardeau, Missouri          | Evento ao vivo                              | |
| 70  | Raven                | 9       | 18 de fevereiro de 2001 | 7                 | Cape Girardeau, Missouri          | Evento ao vivo                              | |
| 71  | Billy Gunn           | 2       | 25 de fevereiro de 2001 | 0                 | Las Vegas, Nevada                 | No Way Out (2001)                           | Derrotou Raven durante uma defesa de título contra The Big Show. |
| 72  | Raven                | 10      | 25 de fevereiro de 2001 | 0                 | Las Vegas, Nevada                 | No Way Out (2001)                           | |
| 73  | The Big Show         | 1       | 25 de fevereiro de 2001 | 22                | Las Vegas, Nevada                 | No Way Out (2001)                           | |
| 74  | Raven                | 11      | 19 de março de 2001     | 13                | Albany, New York                  | Raw is War                                  | Derrotou The Big Show nos bastidores. |
| 75  | Kane                 | 1       | 1 de abril de 2001      | 16                | Houston, Texas                    | WrestleMania X-Seven                        | Foi uma luta Triple Threat Hardcore também envolvendo The Big Show. |
| 76  | Rhyno                | 1       | 17 de abril de 2001     | 34                | Nashville, Tennessee              | SmackDown!                                  | Exibido em 19 de abril de 2001. |
| 77  | The Big Show         | 2       | 21 de maio de 2001      | 7                 | São José, Califórnia              | Raw is War                                  | |
| 78  | Chris Jericho        | 1       | 28 de maio de 2001      | 0                 | Calgary, Alberta                  | Raw is War                                  | Ganhou o título enquanto detinha o World Tag Team Championship. |
| 79  | Rhyno                | 2       | 28 de maio de 2001      | 15                | Calgary, Alberta                  | Raw is War                                  | |
| 80  | Test                 | 2       | 12 de junho de 2001     | 13                | Baltimore, Maryland               | SmackDown!                                  | Exibido em 16 de junho de 2001. |
| 81  | Rhyno                | 3       | 25 de junho de 2001     | 0                 | Nova Iorque, New York             | Raw is War                                  | |
| 82  | Mike Awesome         | 1       | 25 de junho de 2001     | 15                | Nova Iorque, New York             | Raw is War                                  | Derrotou Rhyno nos bastidores. |
| 83  | Jeff Hardy           | 1       | 10 de julho de 2001     | 12                | Birmingham, Alabama               | SmackDown!                                  | Exibido em 12 de julho de 2001. |
| 84  | Rob Van Dam          | 1       | 22 de julho de 2001     | 22                | Cleveland, Ohio                   | Invasion                                    | |
| 85  | Jeff Hardy           | 2       | 13 de agosto de 2001    | 6                 | Chicago, Illinois                 | Raw is War                                  | Derrotou Rob Van Dam durante uma defesa de título contra Kurt Angle. |
| 86  | Rob Van Dam          | 2       | 19 de agosto de 2001    | 22                | São José, Califórnia              | SummerSlam (2001)                           | Foi uma ladder match. |
| 87  | Kurt Angle           | 1       | 10 de setembro de 2001  | 0                 | San Antonio, Texas                | Raw is War                                  | |
| 88  | Rob Van Dam          | 3       | 10 de setembro de 2001  | 90                | San Antonio, Texas                | Raw is War                                  | |
| 89  | The Undertaker       | 1       | 9 de dezembro de 2001   | 58                | San Diego, Califórnia             | Vengeance (2001)                            | |
| 90  | Maven                | 1       | 5 de fevereiro de 2002  | 21                | Los Angeles, Califórnia           | SmackDown!                                  | AExibido em 7 de fevereiro de 2002. |
| 91  | Goldust              | 1       | 26 de fevereiro de 2002 | 13                | Boston, Massachusetts             | SmackDown!                                  | Exibido em 28 de fevereiro de 2002. |
| 92  | Al Snow              | 6       | 11 de março de 2002     | 1                 | Detroit, Michigan                 | Raw                                         | [ 11 ] |
| 93  | Maven                | 2       | 12 de março de 2002     | 5                 | Cleveland, Ohio                   | SmackDown!                                  | Exibido em 14 de março de 2002. |
| 94  | Spike Dudley         | 1       | 17 de março de 2002     | 0                 | Toronto, Ontario                  | WrestleMania X8                             | Derrotou Maven durante uma defesa de título contra Goldust. |
| 95  | The Hurricane        | 1       | 17 de março de 2002     | 0                 | Toronto, Ontário                  | WrestleMania X8                             | Derrotou Spike Dudley nos bastidores. |
| 96  | Mighty Molly         | 1       | 17 de março de 2002     | 0                 | Toronto, Ontário                  | WrestleMania X8                             | Derrotou The Hurricane nos bastidores. |
| 97  | Christian            | 1       | 17 de março de 2002     | 0                 | Toronto, Ontário                  | WrestleMania X8                             | Derrotou Molly Holly nos bastidores. |
| 98  | Maven                | 3       | 17 de março de 2002     | 9                 | Toronto, Ontário                  | WrestleMania X8                             | Derrotou Christian nos bastidores. |
| 99  | Raven                | 12      | 26 de março de 2002     | 6                 | Filadélfia, Pensilvânia           | SmackDown!                                  | Título se tornou exclusivo do Raw. Exibido em 28 de março de 2002. |
| 100 | Bubba Ray Dudley     | 1       | 1 de abril de 2002      | 6                 | Albany, New York                  | Raw                                         | |
| 101 | William Regal        | 1       | 7 de abril de 2002      | 0                 | Denver, Colorado                  | Evento ao vivo                              | |
| 102 | Goldust              | 2       | 7 de abril de 2002      | 0                 | Denver, Colorado                  | Evento ao vivo                              | |
| 103 | Raven                | 13      | 7 de abril de 2002      | 0                 | Denver, Colorado                  | Evento ao vivo                              | |
| 104 | Bubba Ray Dudley     | 2       | 7 de abril de 2002      | 6                 | Denver, Colorado                  | Evento ao vivo                              | |
| 105 | William Regal        | 2       | 13 de abril de 2002     | 0                 | Odessa, Texas                     | Evento ao vivo                              | |
| 106 | Spike Dudley         | 2       | 13 de abril de 2002     | 0                 | Odessa, Texas                     | Evento ao vivo                              | |
| 107 | Goldust              | 3       | 13 de abril de 2002     | 0                 | Odessa, Texas                     | Evento ao vivo                              | |
| 108 | Bubba Ray Dudley     | 3       | 13 de abril de 2002     | 0                 | Odessa, Texas                     | Evento ao vivo                              | |
| 109 | William Regal        | 3       | 14 de abril de 2002     | 0                 | Abilene, Texas                    | Evento ao vivo                              | |
| 110 | Spike Dudley         | 3       | 14 de abril de 2002     | 0                 | Abilene, Texas                    | Evento ao vivo                              | |
| 111 | Goldust              | 4       | 14 de abril de 2002     | 0                 | Abilene, Texas                    | Evento ao vivo                              | |
| 112 | Bubba Ray Dudley     | 4       | 14 de abril de 2002     | 1                 | Abilene, Texas                    | Evento ao vivo                              | |
| 113 | Raven                | 14      | 15 de abril de 2002     | 0                 | College Station, Texas            | Raw                                         | |
| 114 | Tommy Dreamer        | 1       | 15 de abril de 2002     | 0                 | College Station, Texas            | Raw                                         | |
| 115 | Steven Richards      | 1       | 15 de abril de 2002     | 0                 | College Station, Texas            | Raw                                         | |
| 116 | Bubba Ray Dudley     | 5       | 15 de abril de 2002     | 4                 | College Station, Texas            | Raw                                         | |
| 117 | Goldust              | 5       | 19 de abril de 2002     | 0                 | Uniondale, New York               | Evento ao vivo                              | |
| 118 | Raven                | 15      | 19 de abril de 2002     | 0                 | Uniondale, New York               | Evento ao vivo                              | |
| 119 | Hardcore Holly       | 7       | 19 de abril de 2002     | 1                 | Uniondale, New York               | Evento ao vivo                              | |
| 120 | Goldust              | 6       | 20 de abril de 2002     | 0                 | Des Moines, Iowa                  | Evento ao vivo                              | |
| 121 | Raven                | 16      | 20 de abril de 2002     | 0                 | Des Moines, Iowa                  | Evento ao vivo                              | |
| 122 | Bubba Ray Dudley     | 7       | 20 de abril de 2002     | 9                 | Des Moines, Iowa                  | Evento ao vivo                              | |
| 123 | Steven Richards      | 2       | 29 de abril de 2002     | 2                 | Buffalo, New York                 | Raw                                         | Derrotou Bubba Ray Dudley durante uma defesa de título de Jazz. |
| 124 | Tommy Dreamer        | 2       | 1 de maio de 2002       | 0                 | Colônia, Alemanha                 | Evento ao vivo                              | |
| 125 | Goldust              | 7       | 1 de maio de 2002       | 0                 | Colônia, Alemanha                 | Evento ao vivo                              | |
| 126 | Steven Richards      | 3       | 1 de maio de 2002       | 1                 | Colônia, Alemanha                 | Evento ao vivo                              | |
| 127 | Shawn Stasiak        | 1       | 2 de maio de 2002       | 0                 | Glasgow, Escócia                  | Evento ao vivo                              | |
| 128 | Justin Credible      | 1       | 2 de maio de 2002       | 0                 | Glasgow, Escócia                  | Evento ao vivo                              | |
| 129 | Crash Holly          | 15      | 2 de maio de 2002       | 0                 | Glasgow, Escócia                  | Evento ao vivo                              | |
| 130 | Steven Richards      | 4       | 2 de maio de 2002       | 0                 | Glasgow, Escócia                  | Evento ao vivo                              | |
| 131 | Shawn Stasiak        | 2       | 2 de maio de 2002       | 0                 | Glasgow, Escócia                  | Evento ao vivo                              | |
| 132 | Steven Richards      | 5       | 2 de maio de 2002       | 1                 | Glasgow, Escócia                  | Evento ao vivo                              | |
| 133 | Crash Holly          | 16      | 3 de maio de 2002       | 0                 | Birmingham, England               | Evento ao vivo                              | |
| 134 | Steven Richards      | 6       | 3 de maio de 2002       | 1                 | Birmingham, England               | Evento ao vivo                              | |
| 135 | Booker T             | 1       | 4 de maio de 2002       | 0                 | Londres, Inglaterra               | Insurrextion (2002)                         | |
| 136 | Crash Holly          | 17      | 4 de maio de 2002       | 0                 | Londres, Inglaterra               | Insurrextion (2002)                         | |
| 137 | Booker T             | 2       | 4 de maio de 2002       | 0                 | Londres, Inglaterra               | Insurrextion (2002)                         | |
| 138 | Steven Richards      | 7       | 4 de maio de 2002       | 2                 | Londres, Inglaterra               | Insurrextion (2002)                         | O título foi renomeado "WWE Hardcore Championship" em 5 de maio de 2002. |
| 139 | Bubba Ray Dudley     | 8       | 6 de maio de 2002       | 0                 | Hartford, Connecticut             | Raw                                         | |
| 140 | Raven                | 17      | 6 de maio de 2002       | 0                 | Hartford, Connecticut             | Raw                                         | |
| 141 | Justin Credible      | 2       | 6 de maio de 2002       | 0                 | Hartford, Connecticut             | Raw                                         | |
| 142 | Crash Holly          | 18      | 6 de maio de 2002       | 0                 | Hartford, Connecticut             | Raw                                         | |
| 143 | Trish Stratus        | 1       | 6 de maio de 2002       | 0                 | Hartford, Connecticut             | Raw                                         | |
| 144 | Steven Richards      | 8       | 6 de maio de 2002       | 19                | Hartford, Connecticut             | Raw                                         | |
| 145 | Tommy Dreamer        | 3       | 25 de maio de 2002      | 0                 | Winnipeg, Manitoba                | Evento ao vivo                              | |
| 146 | Raven                | 18      | 25 de maio de 2002      | 0                 | Winnipeg, Manitoba                | Evento ao vivo                              | |
| 147 | Steven Richards      | 9       | 25 de maio de 2002      | 1                 | Winnipeg, Manitoba                | Evento ao vivo                              | |
| 148 | Tommy Dreamer        | 4       | 26 de maio de 2002      | 0                 | Red Deer, Alberta                 | Evento ao vivo                              | |
| 149 | Raven                | 19      | 26 de maio de 2002      | 0                 | Red Deer, Alberta                 | Evento ao vivo                              | |
| 150 | Steven Richards      | 10      | 26 de maio de 2002      | 1                 | Red Deer, Alberta                 | Evento ao vivo                              | |
| 151 | Terri                | 1       | 27 de maio de 2002      | 0                 | Edmonton, Alberta                 | Raw                                         | Derrotou Richards durante uma entrevista. |
| 152 | Steven Richards      | 11      | 27 de maio de 2002      | 6                 | Edmonton, Alberta                 | Raw                                         | Richards derrotou Terri imediatamente para reconquistar o título. |
| 153 | Tommy Dreamer        | 5       | 2 de junho de 2002      | 0                 | Nova Orleãs, Louisiana            | Evento ao vivo                              | |
| 154 | Raven                | 20      | 2 de junho de 2002      | 0                 | Nova Orleãs, Louisiana            | Evento ao vivo                              | |
| 155 | Steven Richards      | 12      | 2 de junho de 2002      | 1                 | Nova Orleãs, Louisiana            | Evento ao vivo                              | |
| 156 | Bradshaw             | 1       | 3 de junho de 2002      | 19                | Dallas, Texas                     | Raw                                         | |
| 157 | Raven                | 21      | 22 de junho de 2002     | 0                 | Cincinnati, Ohio                  | Evento ao vivo                              | |
| 158 | Spike Dudley         | 4       | 22 de junho de 2002     | 0                 | Cincinnati, Ohio                  | Evento ao vivo                              | |
| 159 | Shawn Stasiak        | 3       | 22 de junho de 2002     | 0                 | Cincinnati, Ohio                  | Evento ao vivo                              | |
| 160 | Bradshaw             | 2       | 22 de junho de 2002     | 6                 | Cincinnati, Ohio                  | Evento ao vivo                              | |
| 161 | Shawn Stasiak        | 4       | 28 de junho de 2002     | 0                 | Washington, D.C.                  | Evento ao vivo                              | |
| 162 | Spike Dudley         | 5       | 28 de junho de 2002     | 0                 | Washington, D.C.                  | Evento ao vivo                              | |
| 163 | Steven Richards      | 13      | 28 de junho de 2002     | 0                 | Washington, D.C.                  | Evento ao vivo                              | |
| 164 | Bradshaw             | 3       | 28 de junho de 2002     | 1                 | Washington, D.C.                  | Evento ao vivo                              | |
| 165 | Shawn Stasiak        | 5       | 29 de junho de 2002     | 0                 | Nova Iorque, New York             | Evento ao vivo                              | |
| 166 | Spike Dudley         | 6       | 29 de junho de 2002     | 0                 | Nova Iorque, New York             | Evento ao vivo                              | |
| 167 | Steven Richards      | 14      | 29 de junho de 2002     | 0                 | Nova Iorque, New York             | Evento ao vivo                              | |
| 168 | Bradshaw             | 4       | 29 de junho de 2002     | 1                 | Nova Iorque, New York             | Evento ao vivo                              | |
| 169 | Raven                | 22      | 30 de junho de 2002     | 0                 | Uncasville, Connecticut           | Evento ao vivo                              | |
| 170 | Crash Holly          | 19      | 30 de junho de 2002     | 0                 | Uncasville, Connecticut           | Evento ao vivo                              | |
| 171 | Steven Richards      | 15      | 30 de junho de 2002     | 0                 | Uncasville, Connecticut           | Evento ao vivo                              | |
| 172 | Bradshaw             | 5       | 30 de junho de 2002     | 6                 | Uncasville, Connecticut           | Evento ao vivo                              | |
| 173 | Steven Richards      | 16      | 6 de julho de 2002      | 0                 | Frederick, Maryland               | Evento ao vivo                              | |
| 174 | Crash Holly          | 20      | 6 de julho de 2002      | 0                 | Frederick, Maryland               | Evento ao vivo                              | |
| 175 | Christopher Nowinski | 1       | 6 de julho de 2002      | 0                 | Frederick, Maryland               | Evento ao vivo                              | |
| 176 | Bradshaw             | 6       | 6 de julho de 2002      | 1                 | Frederick, Maryland               | Evento ao vivo                              | |
| 177 | Steven Richards      | 17      | 7 de julho de 2002      | 0                 | Wildwood, Nova Jérsei             | Evento ao vivo                              | |
| 178 | Crash Holly          | 21      | 7 de julho de 2002      | 0                 | Wildwood, Nova Jérsei             | Evento ao vivo                              | |
| 179 | Christopher Nowinski | 2       | 7 de julho de 2002      | 0                 | Wildwood, Nova Jérsei             | Evento ao vivo                              | |
| 180 | Bradshaw             | 7       | 7 de julho de 2002      | 5                 | Wildwood, Nova Jérsei             | Evento ao vivo                              | |
| 181 | Justin Credible      | 3       | 12 de julho de 2002     | 0                 | Lakeland, Flórida                 | Evento ao vivo                              | |
| 182 | Spike Dudley         | 7       | 12 de julho de 2002     | 0                 | Lakeland, Flórida                 | Evento ao vivo                              | |
| 183 | The Big Show         | 3       | 12 de julho de 2002     | 0                 | Lakeland, Flórida                 | Evento ao vivo                              | |
| 184 | Bradshaw             | 8       | 12 de julho de 2002     | 1                 | Lakeland, Flórida                 | Evento ao vivo                              | |
| 185 | Justin Credible      | 4       | 13 de julho de 2002     | 0                 | Daytona Beach                     | Evento ao vivo                              | |
| 186 | Shawn Stasiak        | 6       | 13 de julho de 2002     | 0                 | Daytona Beach                     | Evento ao vivo                              | |
| 187 | Bradshaw             | 9       | 13 de julho de 2002     | 1                 | Daytona Beach                     | Evento ao vivo                              | |
| 188 | Justin Credible      | 5       | 14 de julho de 2002     | 0                 | Bethlehem, Pensilvânia            | Evento ao vivo                              | |
| 189 | Shawn Stasiak        | 7       | 14 de julho de 2002     | 0                 | Bethlehem, Pensilvânia            | Evento ao vivo                              | |
| 190 | Bradshaw             | 10      | 14 de julho de 2002     | 1                 | Bethlehem, Pensilvânia            | Evento ao vivo                              | |
| 191 | Johnny Stamboli      | 1       | 15 de julho de 2002     | 0                 | East Rutherford, Nova Jérsei      | Raw                                         | Derrotou Bradshaw durante uma defesa de título contra Christopher Nowinski. |
| 192 | Bradshaw             | 11      | 15 de julho de 2002     | 11                | East Rutherford, Nova Jérsei      | Raw                                         | Derrotou Johnny Stamboli nos bastidores, renomeando o título WWE Texas Hardcore Championship durante seu reinado.                                                                 |
| 193 | Raven                | 23      | 26 de julho de 2002     | 0                 | Houston, Texas                    | Evento ao vivo                              | |
| 194 | Justin Credible      | 6       | 26 de julho de 2002     | 0                 | Houston, Texas                    | Evento ao vivo                              | |
| 195 | Shawn Stasiak        | 8       | 26 de julho de 2002     | 0                 | Houston, Texas                    | Evento ao vivo                              | |
| 196 | Bradshaw             | 12      | 26 de julho de 2002     | 1                 | Houston, Texas                    | Evento ao vivo                              | |
| 197 | Raven                | 24      | 27 de julho de 2002     | 0                 | San Antonio, Texas                | Evento ao vivo                              | |
| 198 | Justin Credible      | 7       | 27 de julho de 2002     | 0                 | San Antonio, Texas                | Evento ao vivo                              | |
| 199 | Shawn Stasiak        | 9       | 27 de julho de 2002     | 0                 | San Antonio, Texas                | Evento ao vivo                              | |
| 200 | Bradshaw             | 13      | 27 de julho de 2002     | 1                 | San Antonio, Texas                | Evento ao vivo                              | |
| 201 | Raven                | 25      | 28 de julho de 2002     | 0                 | Colúmbia, Carolina do Sul         | Evento ao vivo                              | |
| 202 | Justin Credible      | 8       | 28 de julho de 2002     | 0                 | Colúmbia, Carolina do Sul         | Evento ao vivo                              | |
| 203 | Shawn Stasiak        | 10      | 28 de julho de 2002     | 0                 | Colúmbia, Carolina do Sul         | Evento ao vivo                              | |
| 204 | Bradshaw             | 14      | 28 de julho de 2002     | 1                 | Colúmbia, Carolina do Sul         | Evento ao vivo                              | |
| 205 | Jeff Hardy           | 3       | 29 de julho de 2002     | 0                 | Greensboro, Carolina do Norte     | Raw                                         | |
| 206 | Johnny Stamboli      | 2       | 29 de julho de 2002     | 0                 | Greensboro, Carolina do Norte     | Raw                                         | |
| 207 | Tommy Dreamer        | 6       | 29 de julho de 2002     | 5                 | Greensboro, Carolina do Norte     | Raw                                         | |
| 208 | Bradshaw             | 15      | 3 de agosto de 2002     | 0                 | Miami, Flórida                    | Evento ao vivo                              | |
| 209 | Tommy Dreamer        | 7       | 3 de agosto de 2002     | 1                 | Miami, Flórida                    | Evento ao vivo                              | |
| 210 | Bradshaw             | 16      | 4 de agosto de 2002     | 0                 | Pittsburgh, Pensilvânia           | Evento ao vivo                              | |
| 211 | Tommy Dreamer        | 8       | 4 de agosto de 2002     | 5                 | Pittsburgh, Pensilvânia           | Evento ao vivo                              | |
| 212 | Shawn Stasiak        | 11      | 9 de agosto de 2002     | 0                 | Kelowna, Colúmbia Britânica       | Evento ao vivo                              | |
| 213 | Steven Richards      | 18      | 9 de agosto de 2002     | 0                 | Kelowna, Colúmbia Britânica       | Evento ao vivo                              | |
| 214 | Tommy Dreamer        | 9       | 9 de agosto de 2002     | 1                 | Kelowna, Colúmbia Britânica       | Evento ao vivo                              | |
| 215 | Shawn Stasiak        | 12      | 10 de agosto de 2002    | 0                 | Kamloops, Colúmbia Britânica      | Evento ao vivo                              | |
| 216 | Steven Richards      | 19      | 10 de agosto de 2002    | 0                 | Kamloops, Colúmbia Britânica      | Evento ao vivo                              | |
| 217 | Tommy Dreamer        | 10      | 10 de agosto de 2002    | 1                 | Kamloops, Colúmbia Britânica      | Evento ao vivo                              | |
| 218 | Shawn Stasiak        | 13      | 11 de agosto de 2002    | 0                 | Vancouver, Colúmbia Britânica     | Evento ao vivo                              | |
| 219 | Steven Richards      | 20      | 11 de agosto de 2002    | 0                 | Vancouver, Colúmbia Britânica     | Evento ao vivo                              | |
| 220 | Tommy Dreamer        | 11      | 11 de agosto de 2002    | 6                 | Vancouver, Colúmbia Britânica     | Evento ao vivo                              | |
| 221 | Raven                | 26      | 17 de agosto de 2002    | 0                 | Terre Haute, Indiana              | Evento ao vivo                              | |
| 222 | Shawn Stasiak        | 14      | 17 de agosto de 2002    | 0                 | Terre Haute, Indiana              | Evento ao vivo                              | |
| 223 | Tommy Dreamer        | 12      | 17 de agosto de 2002    | 1                 | Terre Haute, Indiana              | Evento ao vivo                              | |
| 224 | Shawn Stasiak        | 15      | 18 de agosto de 2002    | 0                 | Evansville, Indiana               | Evento ao vivo                              | |
| 225 | Steven Richards      | 21      | 18 de agosto de 2002    | 0                 | Evansville, Indiana               | Evento ao vivo                              | |
| 226 | Tommy Dreamer        | 13      | 18 de agosto de 2002    | 1                 | Evansville, Indiana               | Evento ao vivo                              | |
| 227 | Bradshaw             | 17      | 19 de agosto de 2002    | 0                 | Norfolk, Virgínia                 | Raw                                         | Ganhou durante uma Hardcore Battle Royal. |
| 228 | Crash Holly          | 22      | 19 de agosto de 2002    | 0                 | Norfolk, Virgínia                 | Raw                                         | Ganhou durante uma Hardcore Battle Royal. |
| 229 | Tommy Dreamer        | 14      | 19 de agosto de 2002    | 7                 | Norfolk, Virgínia                 | Raw                                         | Ganhou durante uma hardcore Battle Royal. A regra 24/7 foi desativada em 19 de agosto de 2002.                                                                                    |
| 230 | Rob Van Dam          | 4       | 26 de agosto de 2002    | 0                 | Nova Iorque, New York             | Raw                                         | Título foi unificado ao WWE Intercontinental Championship. |

## Lista de reinados combinados
| Símbolo | Significado                                                                       |
| ------- | --------------------------------------------------------------------------------- |
| <1      | Indica que o reinado durou menos que um dia.                                      |
| ¤       | A duração exata de um dos títulos não é certa. A combinação pode estar incorreta. |

| Posição | Lutador              | # de reinados | Dias combinados |
| ------- | -------------------- | ------------- | --------------- |
| 1       | Steve Blackman       | 6             | 154             |
| 2       | The Big Boss Man     | 4             | 154             |
| 3       | Rob Van Dam          | 4             | 134             |
| 4       | Al Snow              | 6             | 129             |
| 5       | Crash Holly          | 22            | 108             |
| 6       | Raven                | 26            | 94              |
| 7       | Hardcore Holly       | 6             | 58              |
| 7       | The Undertaker       | 1             | 58              |
| 9       | Bradshaw             | 17            | 56              |
| 10      | Rhyno                | 3             | 49              |
| 10      | Test                 | 2             | 49              |
| 12      | Road Dogg            | 1             | 48¤             |
| 13      | Maven                | 3             | 35              |
| 13      | Steven Richards      | 21            | 35              |
| 15      | The Big Show         | 3             | 29              |
| 16      | Mankind              | 1             | 28              |
| 16      | Tommy Dreamer        | 14            | 28              |
| 18      | Bubba Ray Dudley     | 8             | 27              |
| 18      | Gerald Brisco        | 2             | 27              |
| 20      | Jeff Hardy           | 3             | 18              |
| 21      | Kane                 | 1             | 16              |
| 22      | Mike Awesome         | 1             | 15              |
| 23      | Billy Gunn           | 2             | 13              |
| 23      | Goldust              | 7             | 13              |
| 25      | Shane McMahon        | 1             | 6               |
| 25      | Pat Patterson        | 1             | 6               |
| 27      | The British Bulldog  | 2             | 3               |
| 28      | Matt Hardy           | 1             | 1               |
| 28      | Tazz                 | 3             | 1               |
| 30      | Booker T             | 2             | <1              |
| 30      | Chris Jericho        | 1             | <1              |
| 30      | Christian            | 1             | <1              |
| 30      | Christopher Nowinski | 2             | <1              |
| 30      | Funaki               | 1             | <1              |
| 30      | Godfather's Ho       | 1             | <1              |
| 30      | The Hurricane        | 1             | <1              |
| 30      | Joey Abs             | 1             | <1              |
| 30      | Johnny Stamboli      | 2             | <1              |
| 30      | Justin Credible      | 8             | <1              |
| 30      | K-Kwik               | 2             | <1              |
| 30      | Kurt Angle           | 1             | <1              |
| 30      | Mighty Molly         | 1             | <1              |
| 30      | Perry Saturn         | 2             | <1              |
| 30      | Pete Gas             | 2             | <1              |
| 30      | Rodney               | 1             | <1              |
| 30      | Shawn Stasiak        | 15            | <1              |
| 30      | Spike Dudley         | 7             | <1              |
| 30      | Terri                | 1             | <1              |
| 30      | Thrasher             | 1             | <1              |
| 30      | Trish Stratus        | 1             | <1              |
| 30      | Viscera              | 1             | <1              |
| 30      | William Regal        | 3             | <1              |

1. ↑  A data exata quando Road Dogg deixou o título vago é desconhecida, podendo ter sido de 48 até 69 dias.
2. 1 2 3 4 5 6 7 8 9 10  Esses reinados são considerados não oficiais, já que não constam na história online do título, mas estão listados na "WWE Encyclopedia: The Definitive Guide to World Wrestling Entertainment" publicado em 2009.